# Sixtus Leung
Sixtus "Baggio" Leung Chung-hang (čínsky 梁頌恆; * 7. srpna 1986) je hongkongský aktivista a politik žijící v exilu ve Spojených státech. Je spoluautorem Hongkongské Charty 2021. Byl iniciátorem hongkongské lokální politické skupiny Youngspiration, která prosazovala nezávislost Hongkongu, a také vůdcem a mluvčím hongkongské Národní fronty pro nezávislost. Prosazoval status Hongkongu jako samostatného městského státu, nezávislého na ČLR. V roce 2016 byl zvolen do hongkongské Legislativní rady (Legco) jako člen za Nové teritorium Východ. Během slavnostního skládání přísahy pronesl politické prohlášení o nezávislosti a proto byl 15. listopadu 2016 soudem zbaven svého mandátu.

## Život
Leung vystudoval City University of Hong Kong a v roce 2007 byl předsedou studentské unie City University of Hong Kong. Po ukončení studia se stal digitálním marketérem. Přezdívku Baggio používá od dětství, kdy byl jeho oblíbeným sportovcem italský fotbalista Roberto Baggio. V lednu 2015 Leung založil Youngspiration se skupinou podobně smýšlejících lidí, kteří se v roce 2014 účastnili protestů Occupy, často nazývaných "Deštníkové hnutí". Jako lokální patriot Hongkongu se vymezoval proti přílivu čínských přistěhovalců a turistů. Ve volbách do okresní rady v roce 2015 Leung kandidoval za Youngspiration v Kwun Lungu proti propekingské Demokratické alianci za zlepšení a pokrok Hongkongu (DAB). Leung volby prohrál rozdílem asi 900 hlasů a zvolen byl pouze jeden z devíti kandidátů Youngspiration.
Ve volbách do Legislativní rady v roce 2016 vytvořila Youngspiration volební alianci pod názvem "ALLinHK" s dalšími nově založenými deštníkovými skupinami. Leung původně kandidoval v obvodu Nová teritoria Západ, ale na poslední chvíli svou nominaci stáhl a vedl vlastní kandidátní listinu v Nových teritoriích Východ jako záložní plán těsně před tím, než byl hongkongský kandidát Edward Leung diskvalifikován Volební komisí pro svůj postoj podporující nezávislost. Baggio Leung byl zvolen a získal 31 344 hlasů.
Na prvním zasedání Legislativní rady 12. října 2016 Leung a jeho stranická kolegyně Yau Wai-ching vložili do oficiálního poslaneckého slibu vlastní slova. Oba měli transparent se slovy Hong Kong is not China. Čínu vyslovovali jako "Shina", což je od druhé čínsko-japonské války považováno za hanlivý výraz a v kantonštině znamená "mentální retardace". Yau špatně vyslovovala "Čínská lidová republika" jako "people’s re-f****** of Cheena", v důsledku čehož byla jejich kvalifikace jako zákonodárců napadena vládou u soudu. Stálý výbor Národního lidového kongresu (NPCSC) do soudního sporu zasáhl výkladem článku 104 Základního zákona Hongkongu, aby "vyjasnil" ustanovení o tom, že zákonodárci mají při nástupu do funkce přísahat věrnost Hongkongu jako součásti Číny, tím, že trval na upřímném a přesném složení přísahy, a později prohlásil, že Čína bude rozhodně vystupovat proti nezávislosti Hongkongu. Dne 15. listopadu 2016 soud oba zákonodárce zbavil mandátů s odůvodněním, že nesložili přísahu "věrně a pravdivě".
V dubnu 2017 byl zatčen a obviněn z pokusu vniknout do parlamentu. Dne 26. srpna 2017 hongkongský soud pro konečné odvolání odmítl jejich námitky a usnesl se že Leung a Yau zjevně úmyslně opominuli složit přísahu, což je čin klasifikovaný jako její odmítnutí a zanedbání.
V květnu 2020 čelil Leung soudnímu rozhodnutí, v němž komise Legislativní rady požadovala vrácení částky 930 000 hongkongských dolarů (120 000 USD). Komise tvrdila, že omylem obdržel finanční prostředky a plat určený pro zákonodárce a byl na něj podán návrh na vyhlášení konkurzu. Když Leung hovořil o soudním řízení, poznamenal, že je připraven a že "vyhlášení bankrotu je zanedbatelné ve srovnání s doživotním vězením podle nového zákona Pekingu o národní bezpečnosti Hongkongu". Za pokus proniknout do Hongkongského parlamentu strávil čtyři týdny ve vězení. Leunga v Hongkongu trvale sledovali tajní policisté a jeho mobilní telefon byl odposloucháván a přestal se zde cítit bezpečně.
Dne 11. prosince 2020 oznámila skupina občanů Hongkongu žijících v exilu, že Leung 30. listopadu opustil město a uprchl do Spojených států a že žádá o azyl. Leung to později potvrdil z Washingtonu a uvedl, že doufá, že se setká s poradci nově zvoleného prezidenta Joea Bidena, aby s nimi projednal sankce vůči Číně kvůli jejímu "zacházení s Hongkongem." Aby ochránil své přátele z Youngspiration a svou rodinu v Hongkongu, vydal prohlášení, že s nimi přerušil kontakty.
Od ledna 2021 usiluje o vytvoření možnosti emigrovat pro občany Hongkongu narozené po roce 1997, kteří nemají nárok na britské vízum. V červenci 2022 oznámili Baggio Leung, Yuan Gong-yi a Ho Leung-mao, že mají v úmyslu vytvořit Hongkongský parlament v exilu a plánují uskutečnění všeobecných voleb koncem roku 2023.